# متیلدای اسکاتلند
متیلدای اسکاتلند( انگلیسی: Matilda of Scotland؛ ۱۰۸۰– ۱ مه ۱۱۱۸) که همچنین به عنوان ملکه نیک ماود شناخته می‌شود، ملکه همسر انگلستان و دوشس نرماندی و نخستین همسر شاه هنری یکم بود. او در چندین نوبت در غیاب هنری به عنوان نایب‌السلطنه انگلستان عمل کرد: در سال‌های ۱۱۰۴، ۱۱۰۷، ۱۱۰۸ و ۱۱۱۱.
متیلدا دختر شاه مالکوم سوم از اسکاتلند و شاهدخت آنگلو-ساکسون مارگارت وسکس بود. او در یک صومعه در جنوب انگلستان آموزش دید، جایی که عمه‌اش کریستینا سرپرست صومعه بود و او را مجبور می‌کرد که حجاب مخصوص راهبه‌ها را رعایت کند. در سال ۱۰۹۳، متیلدا به یک اشراف‌زاده انگلیسی نامزد شد تا اینکه پدرش و برادرش ادوارد در نبرد آلن‌ویک در سال ۱۰۹۳ کشته شدند. عمویش دونالد سوم تاج و تخت اسکاتلند را تصرف کرد که منجر به یک درگیری پیچیده در مورد جانشینی شد. انگلستان علیه پادشاه دونالد ایستاد و ابتدا نیمه‌برادرش دانکن دوم را به عنوان پادشاه اسکاتلند حمایت کرد و پس از مرگ او، برادرش ادگار، پادشاه اسکاتلند را که در سال ۱۰۹۷ تاج و تخت را به دست آورد.
هنری اول پس از برادرش ویلیام دوم به پادشاهی انگلستان در سال ۱۱۰۰ رسید و به سرعت پیشنهاد ازدواج با متیلدا را به دلیل نسب او از خاندان آنگلو-ساکسون وسکس مطرح کرد، که می‌توانست به مشروعیت حکومت او کمک کند. پس از اینکه ثابت شد که متیلدا عهد و سوگند مذهبی خود را ادا نکرده است، متیلدا و هنری ازدواج کردند. به عنوان ملکه انگلستان، متیلدا چندین پروژه ساخت‌وساز برای حمل و نقل و بهداشت آغاز کرد، نقش مهمی در دولت به عنوان میانجی‌گر با کلیسا ایفا کرد و در محافل ادبی نقش رهبری داشت. او به عنوان نایب‌السلطنه وقتی که شوهرش غایب بود عمل کرد و بسیاری از فرمان‌های حکومتی-قانونی که امروزه باقی‌مانده، توسط او امضا شده‌اند. متیلدا و هنری دو فرزند داشتند: امپراتریس ماتیلدا و ویلیام آدلین. از طریق دخترش، او نیای تمامی پادشاهان انگلستان و بریتانیا است. ملکه متیلدا در کلیسای وست‌مینستر دفن شد و در سال‌های بعدی، رعایایش همواره به گرمی و نیکی از او یاد کردند. تلاش‌هایی برای تقدیس او به عنوان یک قدیس در کلیسای کاتولیک انجام شد، اما پیگیری نشد.

## فرزندان
در حالی که هنری فرزندان نامشروع زیادی از معشوقه‌های مختلف خود داشت، او و متیلدا دو فرزند داشتند که به سن بلوغ رسیدند:
- امپراتریس ماتیلدا (۷ فوریه ۱۱۰۲ – ۱۰ سپتامبر ۱۱۶۷)[۴]
- ویلیام آدلین (۵ اوت ۱۱۰۳ – ۲۵ نوامبر ۱۱۲۰)[۵]

این زوج ممکن است در ژوئیه ۱۱۰۱ یک فرزند مرده هم به دنیا آورده باشند. برخی از تاریخ‌نگاران، مانند چیبنال، ادعا کرده‌اند که قبل از بارداری متیلدا با امپراتریس متیلدا، بارداری دیگری وجود نداشته است، «زیرا این امر زمان لازم برای یک بارداری طبیعی دوم را نمی‌دهد.» از طریق متیلدا، پادشاهان انگلستان پس از فتح نرماندی به دودمان آنگلوساکسون وسکس مرتبط بودند.

## مرگ
متیلدا در ۱ مه ۱۱۱۸ در کاخ وست‌مینستر درگذشت. گفته می‌شود که سه نفر از ندیمه‌های درباری آنگلو-ساکسون او چنان از مرگ ملکه غمگین شدند که بلافاصله راهبه شدند. او دوست داشت در کلیسای سه‌گانه مقدس، آلداگیت دفن شود، اما شاه هنری از او خواست که در کلیسای وست‌مینستر نزدیک ادوارد معترف دفن شود. نوشته‌ای که بر روی قبرش حک شده است به این صورت است: «اینجا ملکه مشهور متیلدا دوم دفن شده است که در دوران خود از همه جوانان و کهن‌سالان برتر بود. او برای همه افراد، معیار اخلاق و زینت زندگی بود.»
مرگ پسر متیلدا، ویلیام آدلین، در فاجعه کشتی سفید (نوامبر ۱۱۲۰) و ناکامی شوهرش در داشتن یک پسر قانونی از ازدواج دومش، منجر به بحران جانشینی و به دنبال آن جنگ داخلی طولانی شد. در دوران سلطنت استیون، پادشاه انگلستان او تأکید کرد که ملکه متیلدا در حقیقت راهبه بوده و بنابراین دخترش، امپراتریس ماتیلدا جانشین قانونی تاج و تخت انگلستان نبوده است.
شهرت ملکه متیلدا در طول سلطنت نوه‌اش، هنری دوم به‌طور قابل توجهی بهبود یافت، اما بین قرن‌های ۱۳ و ۱۴ میلادی یاد و خاطره او پیوسته کاهش یافت.